# KTO
KTO is een Franse katholieke televisiezender.  De zender werd opgericht op initiatief van kardinaal Lustiger en de uitzendingen gingen van start op 13 december 1999. De uitzendingen zijn in Europa vrij te bekijken via de satellietpositie Eutelsat 5° West en wereldwijd via het internet. 
KTO brengt programma's zoals KTO Magazine, Solidairement vôtre, VIP, Pourquoi Parc'que en verschillende liturgische diensten.